# Polygonum robertii
Polygonum robertii är en slideväxtart som beskrevs av Jean Loiseleur-Deslongchamps. Polygonum robertii ingår i släktet trampörter, och familjen slideväxter. Inga underarter finns listade i Catalogue of Life.